# Johannes Diderik van der Waals
Pour les articles homonymes, voir Van der Waals.
Johannes Diderik van der Waals (23 novembre 1837 à Leyde, Pays-Bas - 8 mars 1923 à Amsterdam) est un physicien néerlandais. Ses travaux sur la continuité des états fluides, notamment de l'état liquide et gazeux, lui ont permis de découvrir les forces de cohésion à courtes distances, dites forces de van der Waals, et d'exprimer la compressibilité des gaz à diverses températures, en particulier par l'équation d'état de van der Waals. Il est lauréat du prix Nobel de physique de 1910 « pour ses travaux sur l'équation d'état des gaz et des liquides ».

## Parcours

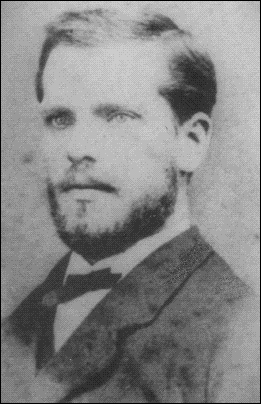
Johannes Diderik van der Waals jeune.

Il est le fils de Jacobus van der Waals et d’Elisabeth van den Burg.
Johanne van der Waals est à vingt ans d'abord instituteur. Il parvient par un effort solitaire à être admis en tant que professeur de petit collège à Deventer en 1863. Mais le jeune professeur dans l’enseignement moyen est aussi un étudiant puisqu'il assiste avec assiduité de 1862 à 1865 aux cours de l’université de Leyde pendant son temps libre. C'est sur la recommandation d'un professeur qu'il a pu obtenir d'abord un poste d'auxiliaire de façon à le libérer de l'enseignement primaire. L'étudiant tardif et persévérant obtient ses certificats d’enseignement dans les mathématiques et la physique. Il peut alors enseigner en 1866 la physique à Deventer et à La Haye, Pays-Bas. Désormais, l'étudiant ambitieux en physique ne peut plus rien obtenir de l'université et se consacre bénévolement à la recherche. 
En 1873, grâce à une nouvelle législation, il est autorisé à passer ses examens. Il soutient son doctorat avec une thèse intitulée en néerlandais Over de continuiteit van den gas en vloeistoftiestand (De la continuité des états liquides et gazeux). Cette thèse expose son équation d'état {\displaystyle \left(P+{n^{2}a \over V^{2}}\right)\times \left(V-nb\right)=nRT} ainsi que d’autres résultats sur la continuité du passage d'un état gazeux à un état liquide d’un corps. Cette équation d’état est une amélioration de l'équation d'état des gaz parfaits. Elle tient compte de forces intermoléculaires (appelées forces de van der Waals lorsque leur nature sera mieux déterminée par Fritz London en 1930) et aussi du fait que les molécules ont un volume non nul incompressible.
Les modèles calculés à partir de l'équation d'état permettent une meilleure approche du comportement réel des gaz que celle des gaz parfaits, surtout au voisinage de la zone de liquéfaction qui se révèle la plus importante dans la pratique. La thèse cruciale sur ce point est remarquée par les chercheurs des meilleurs laboratoires, et en particulier James Clerk Maxwell. Elle se propage ensuite rapidement, trouvant un succès rapide dans les milieux scientifiques grâce à sa traduction disponible en allemand dès 1881, en anglais dès 1888 et en français dès 1894.
Or, accepter cette formule pour décrire le comportement des gaz à haute pression c'est accréditer l'idée concomitante de forces moléculaires d'attraction qui agissent à courte portée et de répulsion expliquant le rôle du volume d'encombrement moléculaire. Et ces conceptions sont loin d'être reconnues et dérangent. Aussi, acceptée parfois par défaut comme une équation imparfaite pour reproduire les mesures observées dans la course au froid, elle relance l'intérêt pour l'étude des gaz réels. Les premières modélisations approchées, puis les équations d'état approchées, basées sur l'analyse numérique de cinétique moléculaire, la dépassent et s'imposent ensuite.
Il n'empêche que l’approche de van der Waals a été stimulante pour illustrer les phénomènes de transition de phase, si fondamentaux pour la compréhension des états de la matière et découvrir les mécanismes responsables de la zone de stabilité, de métastabilité et d'instabilité des milieux en équilibre homogène.
Van der Waals profite de l'aubaine de sa subite notoriété : il est élu à l’Académie royale néerlandaise des arts et des sciences en 1875 puis est nommé premier professeur de physique à l’université d'Amsterdam à laquelle il reste fidèle jusqu’à sa retraite en 1907.

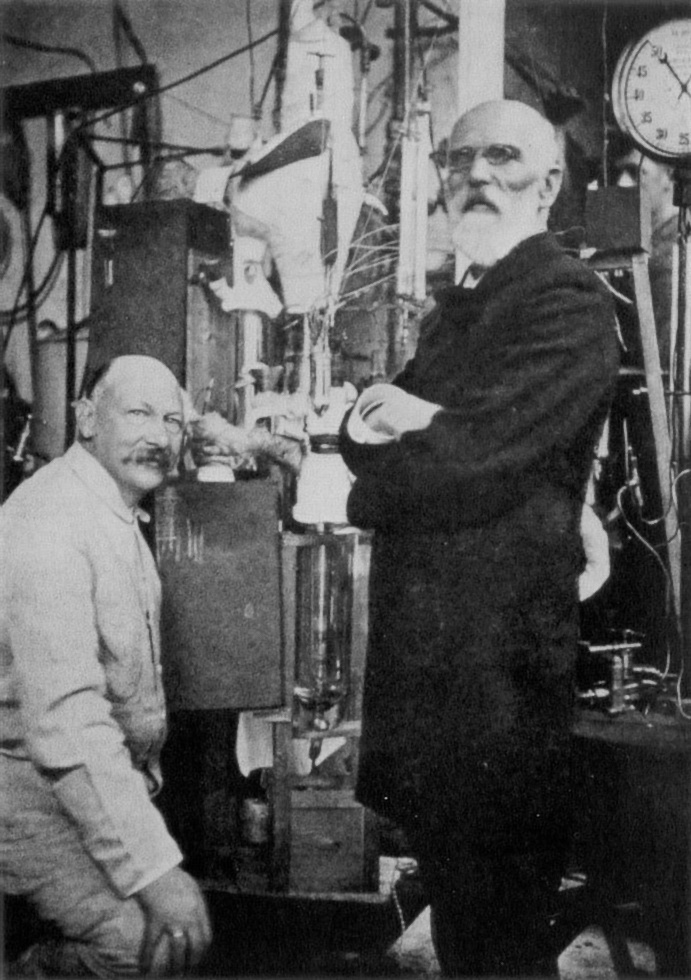
Heike Kamerlingh Onnes et Johannes Diderik van der Waals.

En 1880, il systématise l'emploi de variables réduites, étant un des premiers à utiliser comme référence le point critique. Il énonce la loi des états correspondants qui propose une équation d'état unique pour les corps purs. Le physicien écossais James Dewar s'en sert comme guide expérimental et parvient avec succès à la liquéfaction de l'hydrogène en 1898. De même, l'expérimentateur néerlandais Kamerlingh Onnes réussit à liquéfier l'hélium en 1908.
Les travaux de van der Waals sur l'équation de l'état d'agrégation des gaz et des liquides lui valent au terme de sa carrière la reconnaissance de la communauté scientifique avec l’attribution du prix Nobel de physique en 1910.
Le vieux chercheur a aussi contribué à la théorie moléculaire des mélanges binaires et à l'étude de la capillarité. Par ses relations amicales avec son compatriote van 't Hoff sur ces derniers thèmes, il doit sans doute de ne pas avoir été oublié lors des délibérations préalables au Nobel. Il est vrai que les deux chercheurs émérites étaient des figures du renouveau incontournable de la vie scientifique hollandaise, promus de façon internationale et attirés à l'université d'Amsterdam au cours de la seconde moitié de la décennie 1870.

## Publications
- Over de continuiteit van den gas en vloeistoftestand (thèse de doctorat en néerlandais) (1873).
- Loi des états correspondants (1880).
- Théorie moléculaire d’une substance composée de deux matières différentes (1890).
- Étude sur la capillarité (1893).
- La continuité des états gazeux et liquide,  G. Carré (Paris), 1894, texte disponible en ligne sur LillOnum.